# Thermodynamik chemischer Vorgänge

Thermodynamik chemischer Vorgänge (în germană; „Termodinamica proceselor chimice”) este o lucrare fondatoare a termodinamicii, al cărei autor este Hermann von Helmholtz. Această lucrare introduce conceptul de energie liberă termodinamică și formează baza termodinamicii (chimice), alături de lucrarea lui Josiah Willard Gibbs On the Equilibrium of Heterogeneous Substances (în engleză; „Despre echilibrul substanțelor heterogene”).